# Fionán Lynch

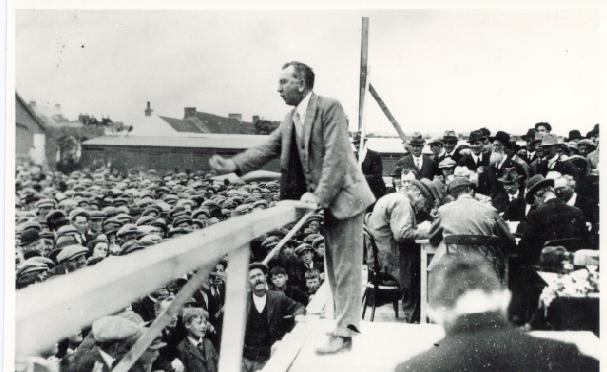
Fionán Lynch im Wahlkampf

Fionán Lynch (irisch: Fionán Ó Loingsigh; * 17. März 1889 in Cahersiveen, County Kerry; † 3. Juni 1966) war ein irischer Richter und Politiker der Sinn Féin, Cumann na nGaedheal sowie der Fine Gael.

## Biografie
Lynch studierte nach dem Schulbesuch Rechtswissenschaft und war nach Abschluss des Studiums zunächst als Barrister-at-Law sowie als Lehrer tätig. Als Mitglied der Irish Volunteers und der Irischen Republikanischen Bruderschaft nahm er 1916 am Osteraufstand teil und wurde nach dessen Fehlschlagen zunächst zum Tode verurteilt, später jedoch zu zehn Jahren Zwangsarbeit begnadigt. 1917 wurde er jedoch im Rahmen einer Generalamnestie aus der Haft entlassen.
Seine politische Laufbahn begann er als Kandidat der Sinn Féin 1919 mit der Wahl zum Abgeordneten (Teachta Dála) des ersten Unterhauses (Dáil Éireann), in dem er bis 1921 zunächst die Interessen des Wahlkreises Kerry South und dann bis 1923 von Kerry-Limerick West vertrat. Dabei gehörte er zuletzt innerhalb der aufgrund des Anglo-Irischen Vertrages gespaltenen Sinn Féin neben Arthur Griffith zu den Unterstützern dieses Vertrages (Pro-Treaty).
Am 16. Januar 1922 wurde er als Bildungsminister Mitglied der von Michael Collins geleiteten Provisorischen Regierung und behielt dieses Amt bis zum 30. August 1922. In der anschließenden Provisorischen Regierung unter dem Vorsitz von William Thomas Cosgrave war er bis zum 6. Dezember Minister ohne Geschäftsbereich.
1923 wurde er als Mitglied der Cumann na nGaedheal wieder zum Unterhausabgeordneten gewählt und vertrat nunmehr bis 1937 den Wahlkreis Kerry.
Am 15. Oktober 1923 wurde er von W.T. Cosgrave zum Fischereiminister ernannt und behielt dieses Amt bis zum 3. April 1930. Er gehörte allerdings dem Exekutivrat des Irischen Freistaates erst seit dem 23. Juni 1927 als Mitglied an. Zuletzt war er vom 3. April 1930 bis zum 9. März 1932 Minister für Ländereien und Fischerei in dem von W.T. Cosgrave geleiteten Exekutivrat.
Als Kandidat der Fine Gael wurde er 1937 erneut zum Abgeordneten des Dáil gewählt und gehörte diesem bis zu seinem Rücktritt am 3. Oktober 1944 an und vertrat während dieser Zeit den Wahlkreis Kerry South. Während seiner Parlamentszugehörigkeit wurde er 1938 Stellvertretender Sprecher des Unterhauses (Leas-Ceann Comhairle). Von diesem trat er jedoch bereits am 12. Mai 1939 aus Gesundheitsgründen wieder zurück.
Nach seinem Ausscheiden aus dem Unterhaus wurde er am 3. Oktober 1944 Richter an einem Bezirksgericht (An Chúirt Chuarda).
1966 nahm er wenige Monate vor seinem Tode an den Feierlichkeiten zum 50. Jahrestag des Osteraufstandes teil.